# Ipetueretemkhetnut

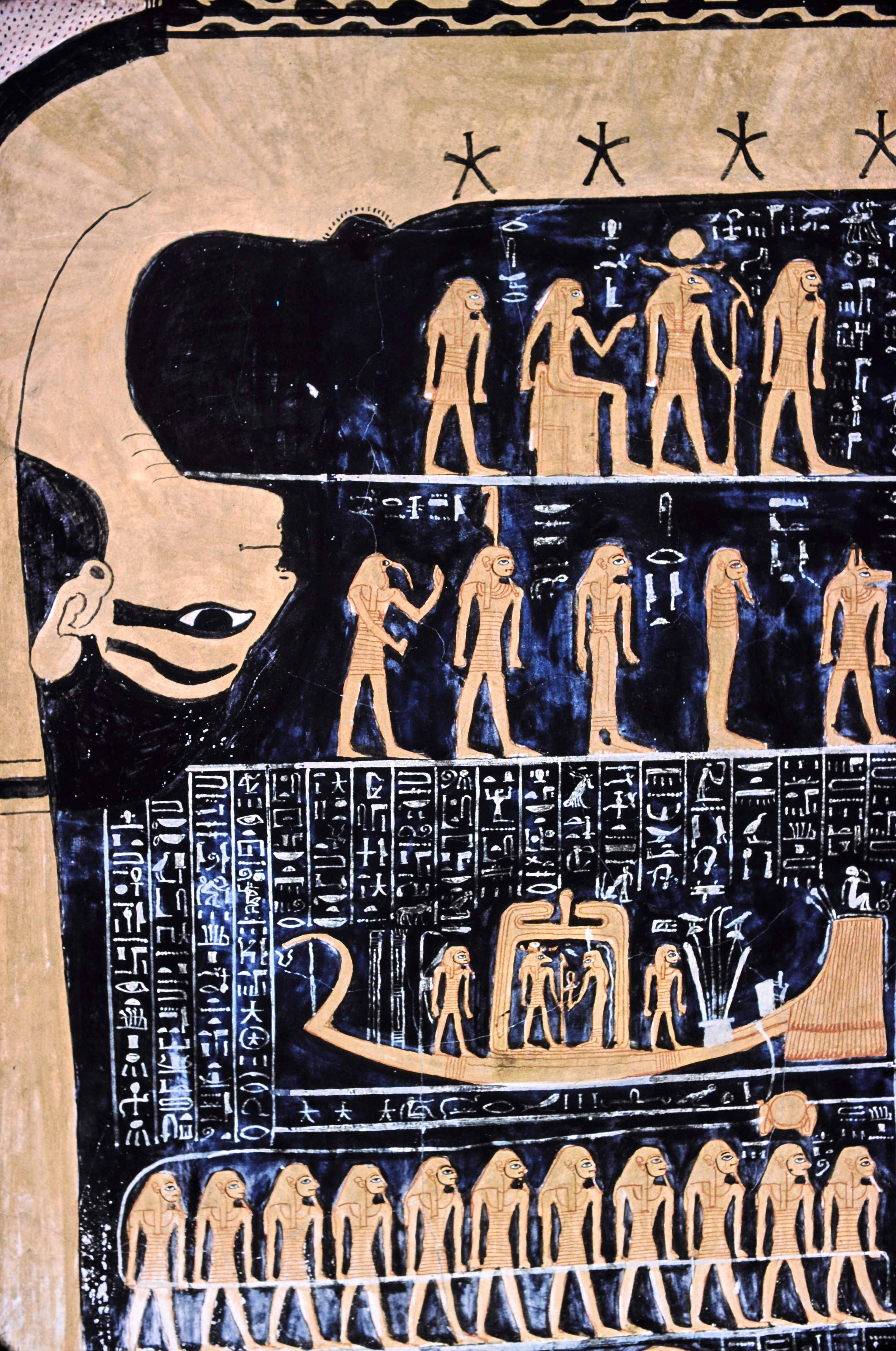
La dea del cielo Nut e le figure delle costellazioni. Tomba di Ramses VI.

Ipetueretemkhetnut ("La grande Ipet nel grembo di Nut") è una divinità egizia appartenente alla religione dell'antico Egitto, dea-ippopotamo che personificava uno dei dodici mesi dell'anno egizio.
Nell'ambito del calendario "sotiaco" (cioè basato sul ciclo del sistema di Sirio, la stella della costellazione del Cane, dedicata ad Iside e detta Soped dagli Egizi e Sothis dai Greci), Ipetueretemkhetnut rappresentava precisamente il secondo mese della stagione di Shemu: i giorni tra il 26 maggio e il 24 giugno. In quanto aspetto della grande dea Hathor, un'effigie di Ipetueretemkhetnut come "piccola Hathor" era conservata in una cappelletta a parte nel Complesso templare di Karnak, nel Tempio di Hathor a Dendera, a File e nel Tempio di Edfu. 
Iconograficamente, la dea era comunemente rappresentata con corpo e testa di ippopotamo gravido, mani umane, dorso di coccodrillo e zampe di leone; quando raffigurata in forma umana, Ipetueretemkhetnut aveva il capo sormontato dal tipico copricapo cornuto e solare di Hathor.
In epoca greco-romana, Ipetueretemkhetnut finì col simboleggiare il terzo mese della stagione di Peret (cioè il 25 febbraio - 26 marzo). Nella serie di cinquanta divinità raffigurate nei mammisi, la dea recava l'epiteto di "Una dea degli dei - delle eccellenti e nobili dame".